# جبل موية
جبل موية بلدة تقع في ولاية سنار في موقع استراتيجي بوسط السودان ، على ارتفاع 464 متر (1.522 قدم) فوق سطح البحر  وتبعد عن الخرطوم العاصمة حوالي 250 كيلومتر (150 ميل) من الناحية الجنوبية الشرقية وحوالي 24 كيلومتر (15 ميل) غرب مدينة سنار. وتعتبر جبل موية منطقة تداخل جغرافي بين ولايات سنار والنيل الأبيض والجزيرة، كما أنها تعد منطقة ذات تنوع سكاني وارض زراعية خصبة تنتج الدخن والسمسم حيث تعتبر الثالثة من حيث انتاج السمسم بالسودان بعد ولاية القضارف ومنطقة الدالي والمزموم

## سبب التسمية ومدلولها
اختلفت الروايات حول سبب تسمية المنطقة بجبل موية فهناك من يرى بأن السبب يعود إلى كثرة عيون المياه فوق الجبل. وتمييزاً لها عن الجبال الأخرى المجاورة مثل جبل دود أي جبل السبع وجبل بيوت أي الجبل المأهول بالسكان. وثمة رواية أخرى تنسب الاسم إلى «الملك مويا»، أحد الملوك الذين حكموا تلك الأنحاء في زمن بعيد دون أن تحدد الرواية هوية هذا الملك أو تاريخه بالضبط، وإن كان هناك من يرجح أن يكون الملك مويا هو أحد الملوك الخاضعين لأمبراطورية كوش السودانية التي كانت تشكل منطقة جبل موية تخومها الجنوبية.

## السكان والتركيبة الأثنية
تعتبر المنطقة نموذجا لتصاهر التنوع القبلي في السودان حيث تضم العديد من القبائل والمجموعات الأثنية منها على سبيل المثال لا الحصر: قبيلة الفونج العمارنة و الجوامعة والعركيين والجعليين والمسلمية والشناقيط والشنابلة، وقبائل غرب السودان مثل قبائل البقارة والفور والزغاوة والفلاتة وغيرهم.

## الموقع الجغرافي
تقع منطقة جبل موية بين خطي عرض 33.333333 شرقاً وخط الطول 13.5 شمالا في الجزء الغربي لولاية سنار جنوب سهل الجزيرة،.وبالتحديد شمال الشارع السيار الرئيسي الذي يربط بين مدينتي سنار وربك وطوله 98 كيلومتر (61 ميل ) تقريباً، على مسافة 24 كيلومتر (15 ميل تقريباً ) غرب مدينة سنار، و71 كيلومتر ( 44.117) غرب مدينة ربك. ويحدها من الغرب النيل الأبيض ومن الشرق النيل الأزرق .

## الأهمية الاستراتيجية للموقع
تقع منطقة جبل موية ضمن سلسلة جبال ولاية سنار، وتعتبر نقطة تلاق لطرق مهمة نحو مناطق النيل الأبيض غربا والنيل الأزرق جنوبًا وولاية الجزيرة شمالًا، الأمر الذي أوجد لها بعداً استراتيجياً اكسبها أهمية عسكرية. وتعود الأهمية العسكرية لوقوعها في منطقة تحيط بها ثلاثة مناطق عسكرية للجيش تضم: الفرقة 17 مشاة في مدينة سنجة بولاية النيل الأزرق، واللواء 265 قوات جوية في سنار من جهة الشرق، والفرقة 18 مشاة في كوستي من جهة الغرب،. كما توجد في المنطقة أكبر قاعدة جوية في جنوب الخرطوم، هي قاعدة كنانة الجوية 

## النشاط الاقتصادي
تشتهر المنطقة بزراعة الحبوب خاصة الدخن والسمسم الذي يتم انتاجه بكميات كبيرة، جعلت المنطقة تندرج في قائمة أكبر مناطق انتاجه بالسودان بعد منطقة القضارف ومنطقة الدالي والمزموم. كما تتم تربية المواشي، و الماعز والأغنام في مراعي المنطقة التي يعمل سكانها إلى جانب المهن الزراعية والرعوية في التجارة بالجملة والتجزأة، وكذلك في قطاع الصناعات اليدوية المستخدمة في الزراعة مثل آلات ومعدات قطع الأشجار وحرث الأرض والحصاد.

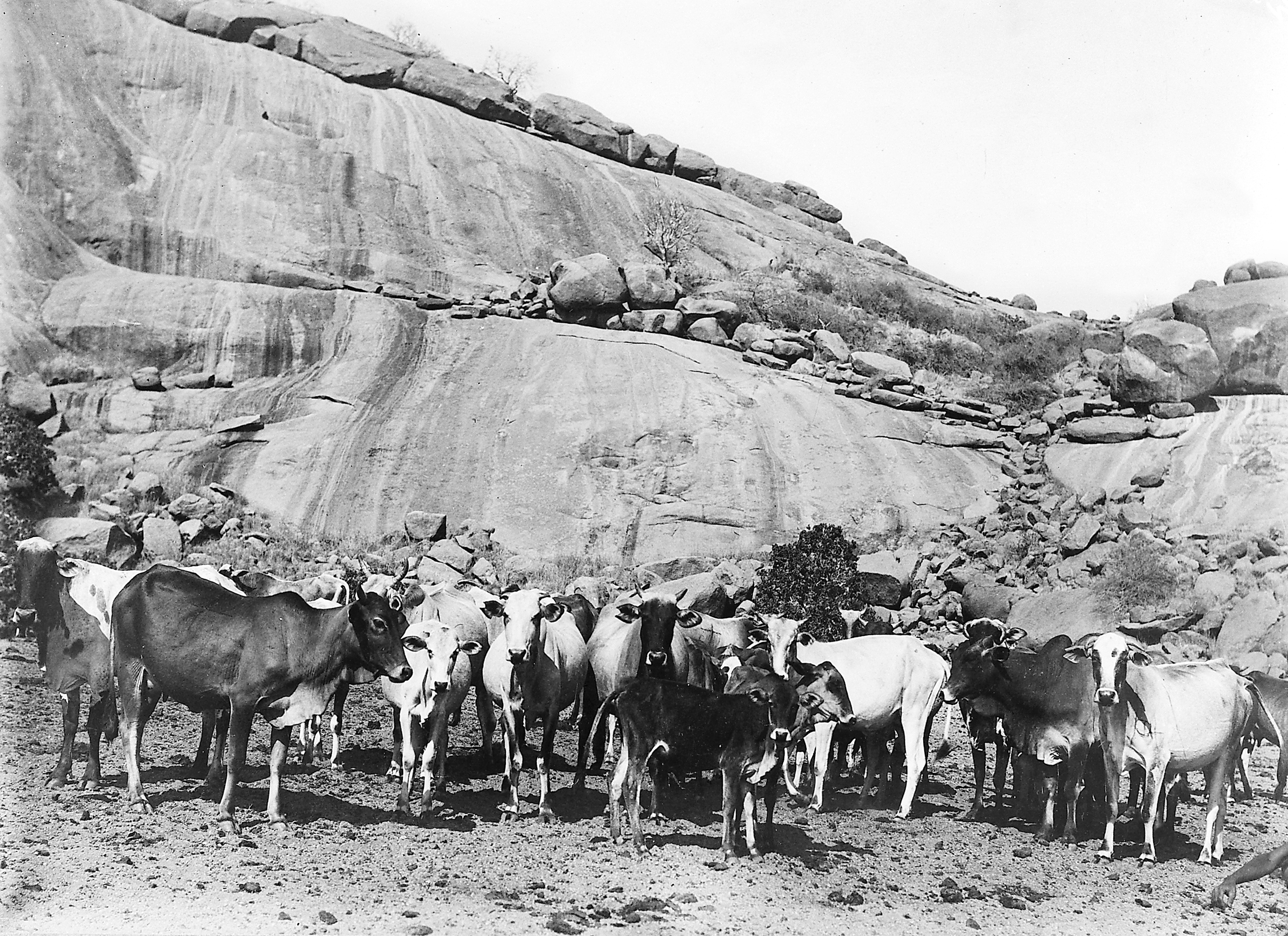

## التنقيب عن الذهب
تعد منطقة جبل موية واحدة من أشهر المناطق الغنية بمعدن الذهب في السودان، إذ بدأت عمليات التنقيب فيها منذ وقت بعيد. ومن ابرز هذه العمليات تلك التي قام بها هنري ويلكوم ، وهو مستكشف يهودي أميركي، في عام 1912 م، إلا أن جهوده انتهت بوفاته عام 1935 م، بعد حصيلة إنتاجية بلغت حوالي 88 طن (88000 كيلوغرام) من الذهب الخام والمصوغات الأثرية. ولأغراض التنقيب، تم انشاء خطوط خفيفة للسكة الحديدية داخل مناجم الذهب و مغارات الجبل وكهوفه. ولا يزال السكان المحليون يجتمعون في سفوح الجبل لجمع القطع الذهبية والأثرية التي تجرفها السيول عند هطول الأمطار الغزيرة من باطن الجبل.
، إلا أن هناك من يرى أن ويلكوم لم يعثر على ذهب في حفرياته إلا قطع قليلة لا تذكر في المنطقة المجاورة.

## الخدمات

### النقل
نظراً لموقعها الجغرافي الذي يتوسط البلاد فأن المنطقة ترتبط مع مخنتلف المناطق بشبكة من الطرق المعبدة والموسمية وتوجد فيها محطة قطار على خط السكك الحديدية السودانية الذي يربط بين سنار و كوستي.
واقرب المطارات الجوية لها هي: مطار سنار ورمزه في الإيكاو هو (HSNR) ومطار كوستي الذي يبعد بحوالي 99 كيلومتر (60 ميل) تقريباً، ورمزه لدى منظمة منظمه إياتا هو (KST) ولدى الإيكاو هو (HSKI).

### التعليم
توجد مدرسة ثانوية وعدد من مدارس الأساس الإبتدائية و خلاوي تحفيظ القرآن التقليدية .

### الصحة
يوجد في جبل موية مستشفى واحد هو مستشفى جبل موية الريفي.

### السياحة

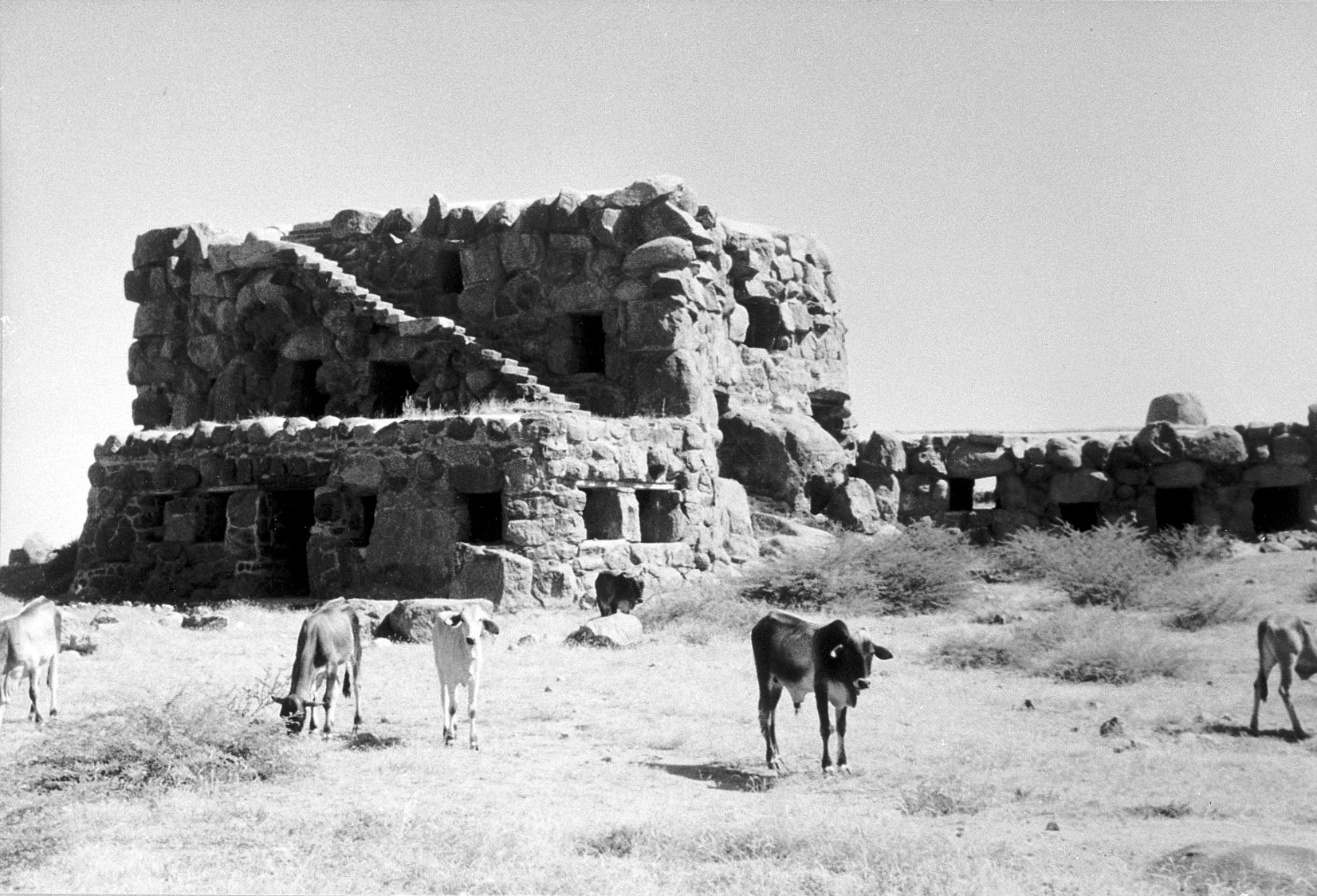
بقايا قصر الصخور في جبل موية

من أشهر المرافق السياحية بالمنطقة اثار حفريات ويلكوم الجيولوجي البريطاني وبقايا قصره.

## المساحة
تبلغ مساحة منطقة جبل موية حوالي 12 كيلومتر مربع (4.633 ميل مربع.

## الإدارة
جبل موية محلية من محليات السودان تتبع إدارياً لولاية سنار وهي تتكون من مجموعة من قرى تقع بمحاذاة سفوح السلسلة الجبلية وهي: حلة عوض الكريم في أقصى الشرق، وحلة أولاد ابورزق، و حلة الخوالدة، وحلة أبوحواء- كمر الناير، والعمارنة، وأولاد مهلة، و فنقوق، وجبل الكبثياب، وجبل الأعور، وحي المحطة.

## التاريخ
تاريخ المنطقة ضارب في القدم يعود إلى فترات حكم الممالك القديمة في بلاد السودان منذ امبراطورية كوش التي كانت جبل موية أخر معاقلها الحدودية جنوباً، فالممالك المسيحية حيث كانت المنطقة تخضع لمملكة سوبا ثم للسلطنة الزرقاء حيث كانت تشكل وبفضل وعورة تضاريسها الجبلية حصنًا متقدماً لجيوش الفونج وذلك في الفترة ما بين عامي 1504 و1821 م، عندما احتلها جنود خديوي مصر محمد علي باشا عند غزوهم لمملكة سنار سنة 1821م، والتي كانت تحت حكم الملك بادي السابع. وتعرضت جبل موية لحصار من الغزاة دام ستة أعوام سقطعت بعدها المنطقة بعد أن بلغ بها الجوع حد مقايضة جرة ذهب بجرة حبوب.
وفي 25 يونيو/ حزيران 2024 م، تصدرت منطقة جبل موية تداول الأحداث عقب معارك عنيفة بين الجيش السوداني وقوات الدعم السريع، انتهت بسيطرة الأخيرة عليها.

## الطوبغرافيا
يشير اسم جبل موية من الناحية الجيولوجية إلى كتلة صخرية تضم مجموعة من النتوءات الجيولوجية متصلة بتلال جرانيتية ومجاري أودية بالطبقة الأرضية السفلي في سهل الجزيرة، والتي تحتوي على طبقة مياه جوفية، مما يؤدي إلى ارتفاع المياه العذبة إلى مستوى سطح الأرض. وتتكون الكتلة من سلسلة تلال هي: جبل موية وجبل سقدي الذي يبعد بحوالي 20 كيلومتر (12,427 ميل) عن جبل موية وجبل دود ويبعد حوالي 17 كيلومتر (10.563 ميل) وجبل بيوت.
من الناحية البيئية، يمكن تقسيم جنوب الجزيرة إلى اربعة مجموعات: نباتات المستنقعات، والغابات النهرية، والأراضي العشبية، ونباتات الجبال. وهذا يضع بيئة جبل موية بالقرب من الأحزمة الانتقالية في كل من العصر الحديث، وربما في الفترتين الكلاسيكية والمرَوية.وأدى هذا إلى جعل جبل موية مصدرًا محتملاً للمياه العذبة، وهو أمر مهم في السهل الذي لا توجد به مصادر مياه سطحية دائمة للحفاظ على قطعان الحيوانات. ويتم تجديد طبقة المياه الجوفية عن طريق النيلين الأزرق والأبيض. وهذا يثبت أن الظروف البيئية في المنطقة كانت مناسبة للرعي من 1000 قبل الميلاد إلى 1000 م.

## أثار جبل موية

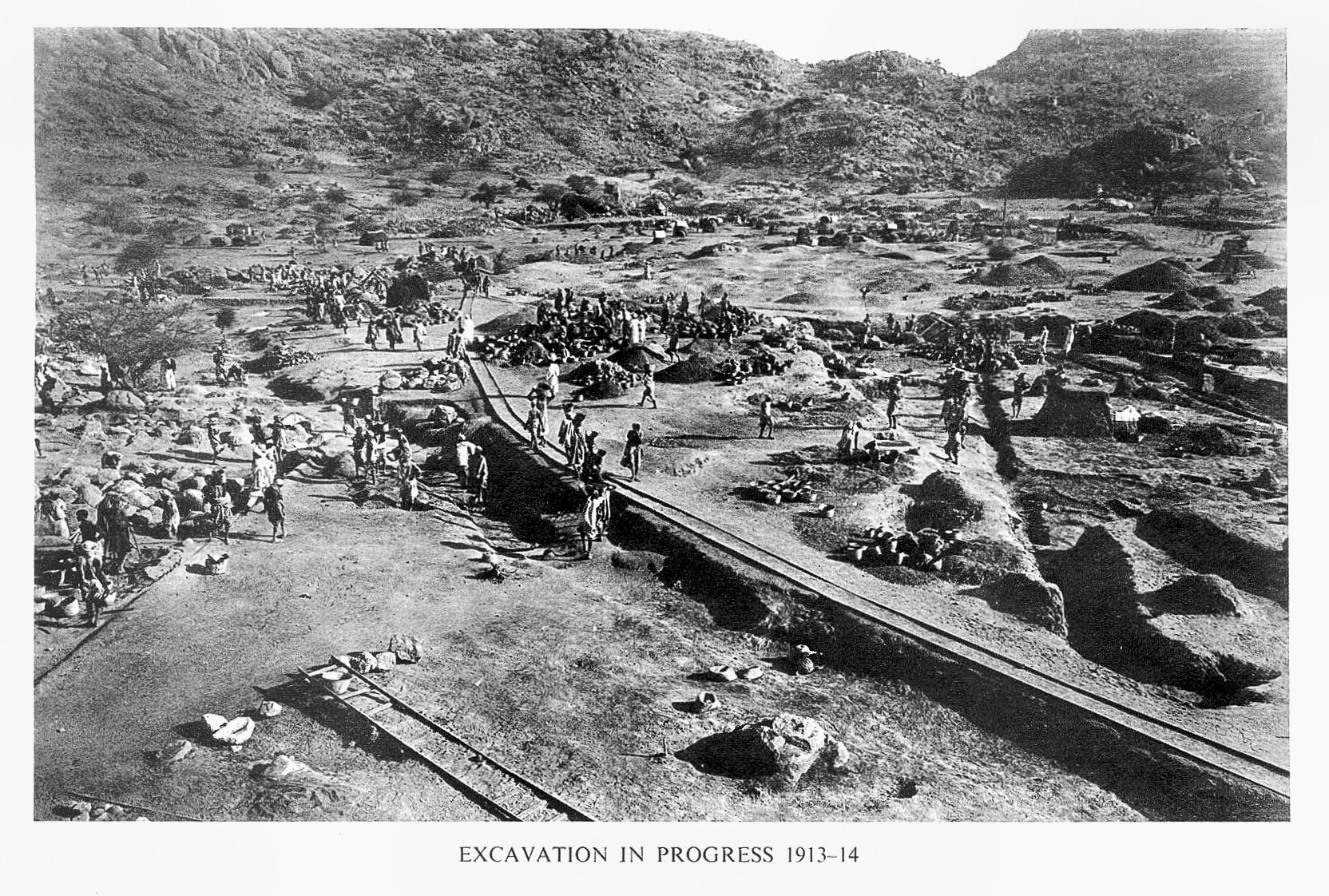
اعمال حفريات التنقيب في جبل موية

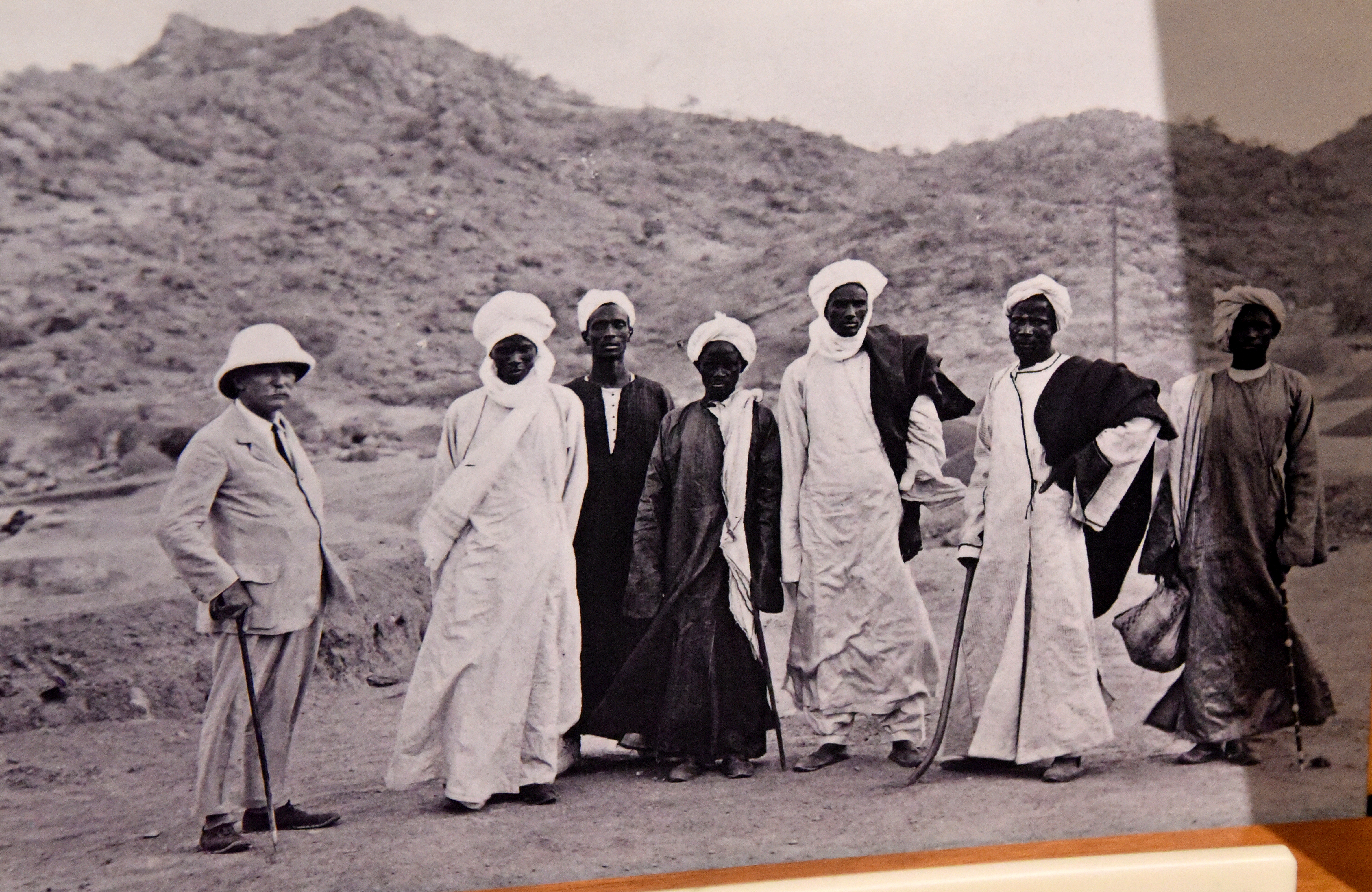
هنري ويلكوم م نبعض اعيان جبل موية في عام 1912

ارتبط اسم جبل موية اركيولوجياً ، بالموقع الأثري الواقع في أقصى الشمال الشرقي للجبل و بدأت فيه عمليات التنقيب عن الأثار عام2017 واستؤنفت في عامي 2019 و2022، بعد انقطاع طويل بسبب الحرب العالمية الأولى وبوفاة أول المستكشفين في المنطقة هنري ويلكوم ، وتبين من تلك العمليات الاستكشافية بأن ثمة نشاط دفن بشري مؤكد كان حدث منذ الألفية الثالثة قبل الميلاد ،على الأقل، فصاعداَ.
يرجع تاريخ الأثار بموقع جبل موية إلى ما بين عام 5000 قبل الميلاد إلى 500 ميلادي في مساحة بلغت حوالي 104000 متر مربع (25 فدان) وهي بذلك تعد إحدى أكبر المقابر الرعوية في قارة أفريقيا ، حيث تم التنقيب في أكثر من 3000 مدفن حتى الآن. وتم التنقيب في الموقع لأول مرة بواسطة السير هنري ويلكوم ، وكان يعمل معه حوالي 25 شخصا من الأوروبيين و75 من السودانيين و الأغريق والمصريين والسوريين  في الفترة من 1911 إلى 1914. وتدل القطع الأثرية التي تم العثور عليها على أن ثمة طرق تجارية وتبادلات تجارية كانت قائمة بين جبل موية والمناطق المحيطة بها حتى مصر. كما تم العثور على جماجم وبقايا عظام بشرية ومصنوعات يدوية مصرية متناثرة في غرف مختلفة من بينها تمائم، ومنحوتات آلهة ذات صلة بالعلاج، وبرديات طبية، وملاط حجري يفترض أنه كان يستخدم للأغراض الطبية .
وتمت عمليات التنقيب عن الآثار خلال ثلاث مواسم حفريات ميدانية أشرف ويلكوم على الموسم الأول منها في الفترة من 29 يناير / كانون الثاني إلى أبريل / نيسان 1911. وفي الموسم الثاني في الفترة من ديسمبر / كانون الأول 1911 وحتى أبريل / نيسان 1912 ) تم تعيين دوجلاس ديري كأول المسؤولين الطبيين وعلماء الأنثروبولوجيا الحيوية الميدانيين. وجرى حفر 709 مقبرة في قطاعي شرق وجنوب الجبل. أما الموسم الثالث في الفترة من نوفمبر / تشرين الثاني 1912 إلى أبريل 1913، تم تسليم الإدارة الميدانية إلى جيمس ديكسون وجرى حفر إجمالي 310 قبرًا في القطاعات الجنوبية الغربية والغربية والجنوبية والشمالية الشرقية من الجبل وشهد الموسم الرابع والأخير،( نوفمبر 1913 إلى أبريل 1914، عملية حفر 1772 قبرًا.
خلال 14 عاما من أعمال التنقيب والدراسات حتى عام 1955 ،  لإعادة فحص البقايا من جبل موية، فُقدت كمية كبيرة من المواد بسبب ظروف التخزين السيئة وتم شحن بعضها إلى مستودعات لندن. كما سلم من الضياع أكثر من 3000 هيكل عظمي ، وحوالي 98 جمجمة و139 فكًا سفليًا.
كتب عنها الروائي السوداني مهند الدابي رواية بعنوان "وقائع جبل مويا" وهي جزء ثاني من رواية "أطياف هنري ولكم" والتي تتناول سيرة رائد الصناعات الدوائية هنري ويلكوم